# Luszewo (Ciechanów)
Pour les articles homonymes, voir Luszewo.
Luszewo (prononciation : [luˈʂɛvɔ]) est un village polonais de la gmina de Glinojeck dans le powiat de Ciechanów de la voïvodie de Mazovie dans le centre-est de la Pologne.
Il se situe à environ 6 kilomètres au sud-est de Glinojeck (siège de la gmina), 23 kilomètres au sud-ouest de Ciechanów (siège du powiat) et à 78 kilomètres au nord-ouest de Varsovie (capitale de la Pologne).
Le village possède approximativement une population de 145 habitants.

## Histoire
De 1975 à 1998, le village appartenait administrativement à la voïvodie de Ciechanów.